# Sigma Draconis
Sigma Draconis es una estrella naranja de la secuencia principal que se encuentra en la constelación de Draco, cercana al polo norte celeste.

## Terrestrial Planet Finder
Sigma draconis es uno de los 100 objetivos de la lista de estrellas del Terrestrial Planet Finder (TPF), un observatorio orbital que la NASA puso en funcionamiento en 2015. La órbita de un planeta potencialmente habitable debería estar a 0,62 UA de Sigma Draconis correspondiéndole un período de traslación de 196 días.